# Guembelia
Guembelia es un género de foraminífero bentónico de estatus incierto, aunque considerado un sinónimo posterior de Nummulites de la familia Nummulitidae, de la superfamilia Nummulitoidea, del suborden Rotaliina y del orden Rotaliida. Su especie tipo era Nautilus lenticularis. Su rango cronoestratigráfico abarcaba el Holoceno.

## Clasificación
Guembelia incluía a la siguiente especie:
- Guembelia lenticularis